# Polytron
PT Hartono Istana Teknologi (Polytron) je indonéská elektronická firma. Je dceřinou společností skupiny Djarum.
Firma se mimo jiné zabývá výrobou televizorů, audiozařízení a domácích spotřebičů, jako jsou ledničky a pračky. V roce 2011 společnost Polytron vstoupila na trh mobilních telefonů. V roce 2014 začala jako první místní firma vyrábět smartphony s podporou 4G, a v roce 2016 představila zařízení založená na platformě Fira OS, která je derivátem systému Android.
Produkty Polytron se pod různými názvy vyvážejí na evropský trh.
Společnost byla založena v roce 1975 jako PT Indonesian Electronics & Engineering. Zaměstnává přibližně 10 tisíc. lidí.